# Boraras brigittae

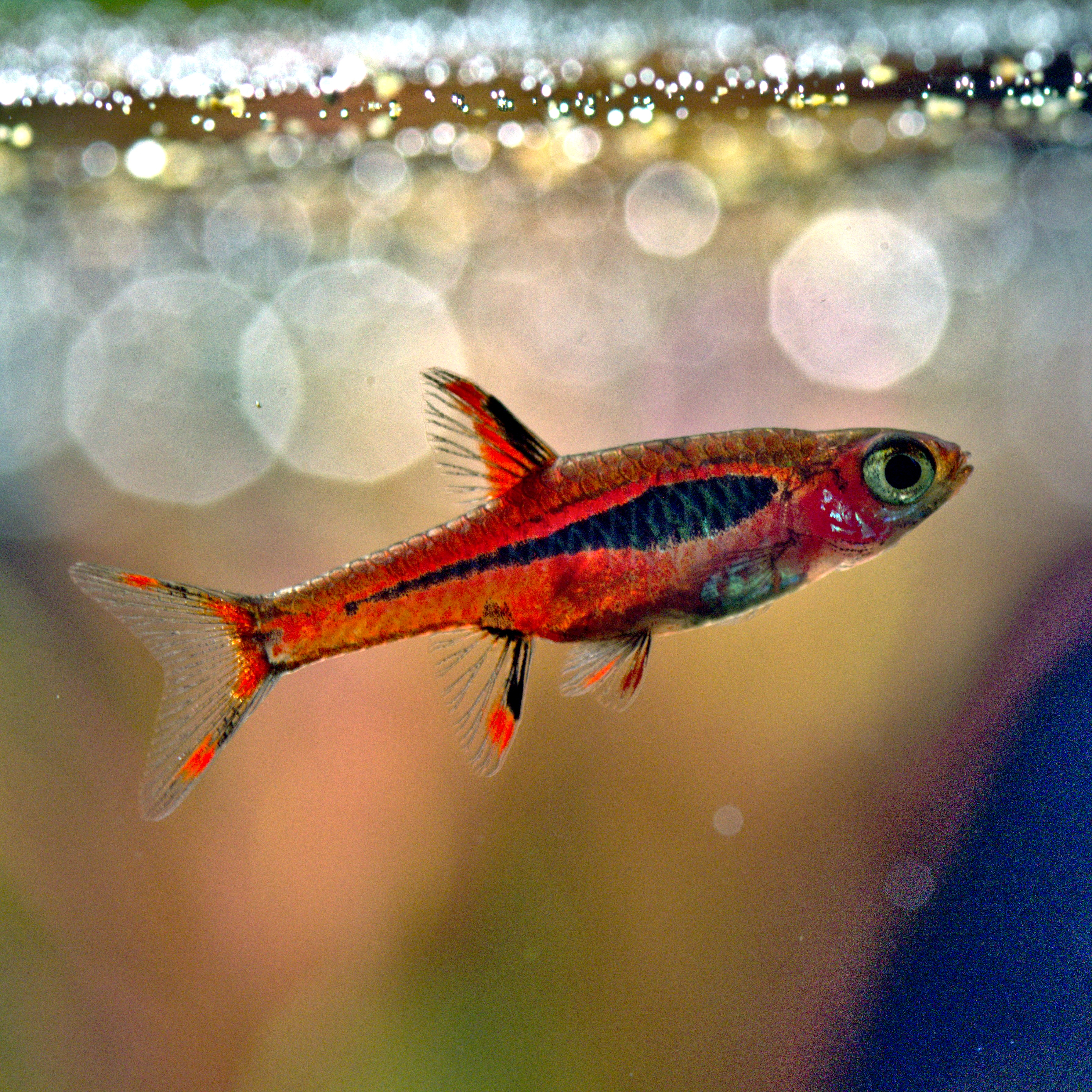
Esemplare maschile

Boraras brigittae (Vogt, 1978) è un piccolo pesce di acqua dolce appartenente alla famiglia Cyprinidae, proveniente dall'Indonesia.

## Distribuzione
È un pesce asiatico, originario dei torrenti e dalle torbiere del Borneo.

## Descrizione
Questo pesce presenta un corpo sottile, allungato e compresso lateralmente. La colorazione è prevalentemente arancione, con una linea blu scura orizzontale sui fianchi che parte all'altezza delle branchie e che prosegue ininterrotta su parte del peduncolo caudale, senza però raggiungere la pinna. Le pinne sono trasparenti con macchie nere e rosse, e la pinna caudale è biforcuta. In un gruppo di questi pesci si possono riconoscere i maschi, specialmente quello dominante, perché la loro colorazione è più intensa. Raggiungono la dimensione massima di 3,5 cm.

## Biologia

### Alimentazione
Si nutre di piccoli invertebrati acquatici.

### Riproduzione
È oviparo e la fecondazione è esterna. Le uova, fino a 50, vengono deposte sulle foglie delle piante acquatiche e si schiudono dopo due giorni.
Non vi sono cure parentali, anzi, quando si riproduce in cattività non si possono lasciare le uova nello stesso acquario: verrebbero mangiate.

## Acquariofilia
È abbastanza comune nell'acquariofilia perché non è difficile da allevare, ma ha alcune caratteristiche che non lo rendono molto comune negli acquari di comunità; infatti a causa delle sue piccole dimensioni non è conveniente la convivenza con pesci più grossi, poiché potrebbe essere predato.